# Николаева, Татьяна Николаевна
Татьяна Николаевна Николаева (25 декабря 1919 — 20 января 2022) — советский государственный, политический и общественный деятель. Первый секретарь Ивановского городского комитета КПСС (1959). Член ЦК КПСС (1961—1971).

## Биография
Родилась в 1919 году в деревне Баскаки. Член ВКП(б) с 1940 года.
С 1936 года — на общественной и политической работе. В 1936—1950 годах — учительница, директор неполной средней школы. В 1950 году окончила Ивановский государственный педагогический институт. Работала заместителем заведующего Отделом районного, городского комитета ВКП(б), 1-й секретарь районного комитета ВКП(б), заместитель заведующего, заведующая Отделом пропаганды и агитации Ивановского городского комитета ВКП(б).
С 1950 года секретарь Ивановского областного комитета ВКП(б) — КПСС, в январе — марте 1959 года 1-й секретарь Ивановского городского комитета КПСС.
С марта 1959 года по апрель 1971 года — секретарь ВЦСПС.
С 1971 года по 1992 год — ответственный секретарь и член комиссии по установлению персональных пенсий при Совете министров СССР.
В 1960—1993 годах постоянный представитель СССР в Комиссии Организации Объединённых Наций по положению женщин.
Являлась заместителем председателя Общества советско-польской дружбы.
Избиралась депутатом Верховного Совета РСФСР 5-го созыва, Верховного Совета СССР 6-7 созывов. Член ЦК КПСС в 1961—1971 годах.
25 декабря 2019 года отметила 100-летний юбилей. Николаева скончалась от остановки сердца в Москве в возрасте 102 лет в 2022 году. Тело было обнаружено 21 января. Похоронена на Кунцевском кладбище.

## Награды
- 1960 — орден Ленина
- орден Дружбы народов
- Орден Трудового Красного Знамени